# Merankhre Mentuhotep
Merankhre Mentuhotep VI là pharaon của Vương triều thứ 16. Niên đại ông trị vì khoảng năm 1585 TCN (vài tháng).

## Chứng thực
Merankhre Mentuhotep được biết đến qua hai bức tượng của ông, JE 37418 (CG 42021) và EA 65429. Bức tượng đầu tiên được tìm thấy tại đền Karnak (mất phần đầu và chân) nhưng lại có đề tên ngai và tên riêng của nhà vua, thể hiện sự cống hiến của nhà vua với thần Sobek. Bức tượng thứ hai hiện được cất giữ tại Bảo tàng Anh, không rõ nguồn gốc nhưng vẫn mang danh hiệu của ông.
Một mảnh vỡ của quan tài bằng gỗ của nhà vua (lưu tại Bảo tàng Anh, EA 29997) có ghi: "The Patrician, Royal Representative, Eldest King's son, the Senior Commander Herunefer, true of voice, who was begotten by king Mentuhotep, true of voice, and borne by the senior Queen Sitmut" (tạm dịch: Các quý tộc, đại diện của hoàng gia, con trai cả của nhà vua, Chỉ huy cao cấp Herunefer, lời nói của sự thật, người đã được sinh ra bởi nhà vua Mentuhotep, lời nói của sự thật, và hoàng hậu Sitmut). Điều này cho thấy Mentuhotep VI có một người vợ là Sitmut và một hoàng tử là Herunefer.

## Trị vì
Mentuhotep VI không xuất hiện trong danh sách vua Turin cùng 4 vua cuối cùng của Vương triều thứ 16 do cuộn văn bản đã bị mất phần đó. Dựa vào những kết quả nghiên cứu của mình, Kim Ryholt đã xác nhận ông là vua của Vương triều thứ 16. Darell Baker cho rằng Mentuhotep là người cai trị thứ 14 của vương triều này.
Trong một nghiên cứu cũ của mình (1964), Jürgen von Beckerath xếp Mentuhotep VI vào những vua trị vì của Vương triều thứ 13.